# Boeing 757
Boeing 757 je dvoumotorový středně velký proudový úzkotrupý dopravní letoun určený pro krátké a střední tratě navržený a vyráběný společností Boeing. Jde o největší dopravní úzkotrupý letoun tohoto výrobce. Jeho výroba probíhala v letech 1981 až 2004. První vyrobený Boeing 757 odstartoval k úvodnímu zkušebnímu letu 19. února 1982. Letoun disponuje skleněným kokpitem, výkonnými dvouproudovými motory pro vzlety z relativně krátkých drah a vyšších nadmořských výšek, dále konvenčními ocasními plochami a superkritickým křídlem. Na krátkých a středních tratích měl nahradit třímotorový Boeing 727. V závislosti na variantě může přepravit 200 až 295 cestujících na vzdálenost maximálně 5 830 až 7 590 km (3 150 až 4 100 námořních mil). Dále vznikal souběžně s širokotrupým typem Boeing 767 a díky sdíleným funkcím mohou piloti získat společnou typovou kvalifikaci pro oba letouny.
Model 757 byl vyráběn ve dvou délkách trupu. Původní 757-200 vstoupil do služby v roce 1983, na konci 80. let debutovala nákladní verze 757-200PF a kombinovaná varianta 757-200M. Prodloužený 757-300, nejdelší úzkotrupý dvoumotorový letoun, jaký kdy byl vyráběn, do služby vstoupil v roce 1999. Dopravní verze 757-200 bývaly upravovány na nákladní (SF - special freighter), mezi vojenské verze patří transportní C-32, VIP letouny a další víceúčelové letouny. Boeing 757 sloužil i jako vládní nebo soukromý letoun. Všechny modely Boeingu 757 jsou poháněny dvouproudovými motory Rolls-Royce RB211 nebo Pratt & Whitney PW2000.
Prvními zákazníky byly v roce 1983 společnosti Eastern Air Lines a British Airways. Postupně nahradil starší modely s jednou uličkou a stal se běžným na krátkých a středních vnitrostátních trasách i transkontinentálních letech v USA. Poté, co v roce 1986 vešel v platnost předpis ETOPS, začaly letecké společnosti používat Boeing 757 na mezikontinentálních trasách. Mezi hlavní zákazníky 757 patřili hlavní američtí dopravci, evropské charterové a nákladní společnosti.
Výroba typu skončila 28. října 2004. Celkem bylo vyrobeno 1050 letounů tohoto typu. Boeing 757-200 byl zdaleka nejpopulárnější model s 913 postavenými kusy. Klesající prodej uprostřed trendu leteckého průmyslu směřujícího k menším tryskovým letadlům vedl Boeing k ukončení výroby bez přímé náhrady ve prospěch letounů Boeing 737. Poslední stroj byl předán společnosti Shanghai Airlines 28. listopadu 2005. V červenci 2017 bylo u leteckých dopravců 666 úzkotrupých letounů Boeing 757; největším operátorem se 127 stroji byly Delta Air Lines. Letouny Boeing 757 zaznamenaly k červnu 2019 jedenáct nehod se ztrátou trupu ("hull loss"), včetně osmi fatálních havárií.

## Vznik a vývoj
Společnost Boeing nejprve zvažovala vývoj vylepšené verze Boeing 727u, ale nakonec upřednostnila zcela nový typ. Nové letouny Boeing 757 a Boeing 767 přitom byly vyvíjeny souběžně. Byly to první dopravní letouny vybavené skleněným kokpitem.
Byl navržen, aby uspokojil trh s letadly středního doletu s moderní avionikou. Rozhodnutí pro zahájení vývoje padlo v roce 1978, přičemž prvními zákazníky nového stroje se staly Eastern Airlines a British Airways, kteří zadali objednávky v srpnu toho roku. Boeing 757 měl být původně náhrada za model Boeing 727-200 s ocasními plochami jako u typu 727, ale tento model nebyl nikdy zkonstruován.
Prototyp Boeingu 757 (N757A, sériové číslo 22212) vzlétl poprvé 19. února 1982 z továrního letiště Renton Municipal Airport v Rentonu. Řídili jej testovací piloti John H. Armstrong a Samuel Lewis Wallick Jr. Během dvě hodiny a 31 minut dlouhého letu museli restartovat pravý motor. Přistáli na letišti Paine Field v Everettu ve státě Washington. Prototyp zůstal Boeingu, který jej využívá jako létající zkušebnu. Prototyp poháněly dvouproudové motory Rolls-Royce RB211-535C. Sériové letouny byly k dispozici s dvouproudovými motory Rolls-Royce RB211-535E, nebo Pratt & Whittney PW2037.
Koncem roku 1982 mu byl udělen certifikát pro přepravu osob, přičemž první komerční let se uskutečnil 1. ledna 1983 společností Eastern Airlines. Do konce roku 1999 bylo objednáno téměř 1 000 kusů Boeingu 757, přičemž produkce pokračovala tempem 48 kusů ročně. Boeing 757 má transatlantický dolet. Díky lepší ekonomii provozu uveze o 50 cestujících více než Boeing 727-200.

## Uživatelé

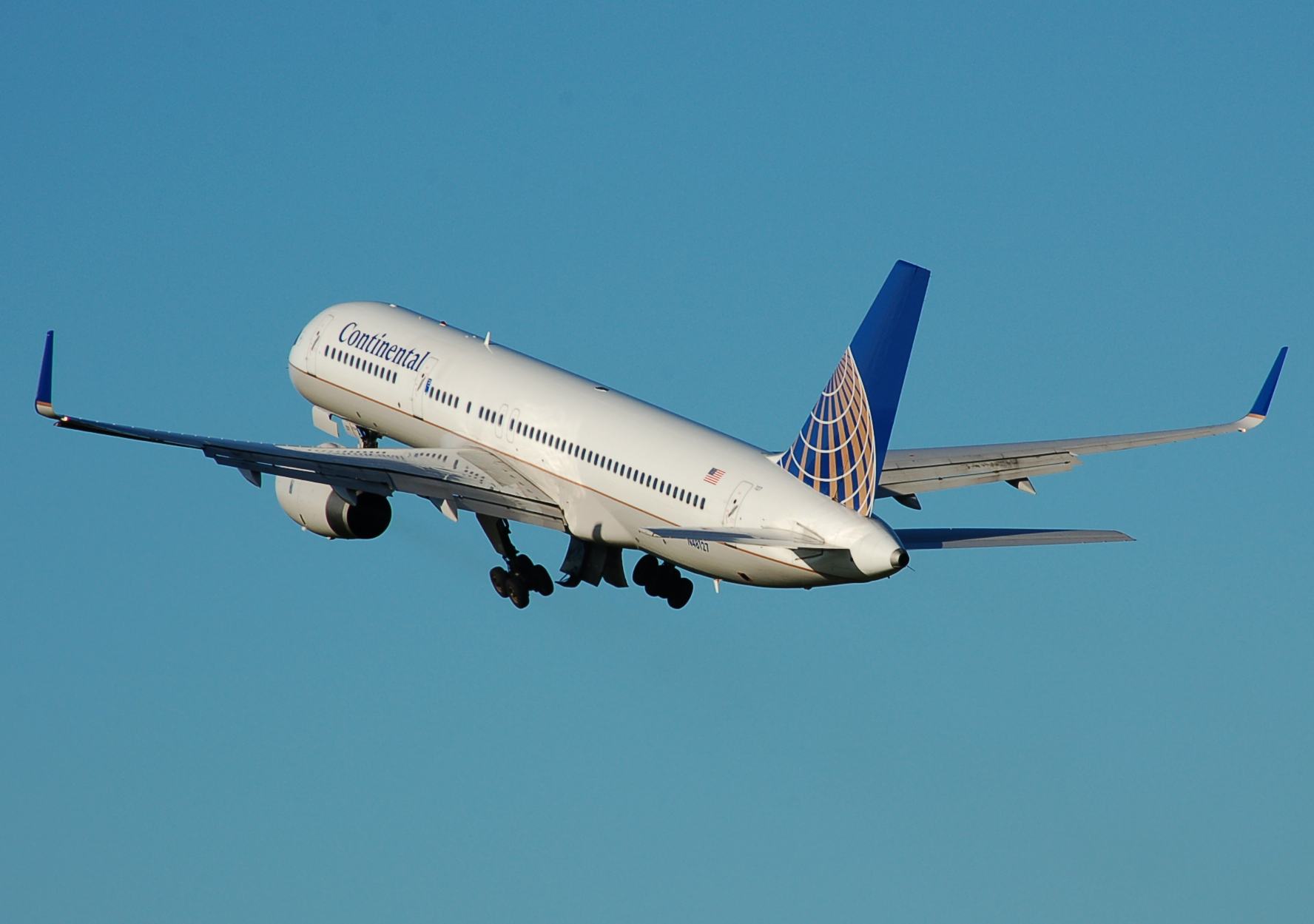
Vzlétající Boeing 757-200WL Continental Airlines s winglety

Boeing 757 používá více leteckých společností a jejich varianty ozbrojené síly různých zemí. Letectvo Spojených států amerických používalo 4 kusy, které byly doručeny v průběhu let 1998–1999; přičemž slouží pod označením C-32A. Používá je na přesun význačných osobností, se základnou na letišti Andrews AFB, jednotkou 89. transportní perutě.
Dalšími uživateli jsou Mexiko a Argentina, kteří ho používají pro stejné účely. Kazachstán, Saúdská Arábie a Turkmenistán také používají Boeing 757 jako vládní speciál, ale s civilním označením.
Speciálně upravený Boeing 757 používá také heavy metalová skupina Iron Maiden, letadlo většinou pilotuje zpěvák skupiny Bruce Dickinson. Mezi majitele patří také Donald Trump, který letadlo koupil od spoluzakladatele Microsoftu Paula Allena.

### Seznam uživatelů
Seznam nemusí být přesný, navíc zde nejsou uvedení nákladní dopravci.[kdy?][zdroj?]
- Azerbaijan Airlines 2x
- Azur Air 9x
- Azur Air Ukrajina 2x
- Condor 13x
- Delta Air Lines 127x
- Iceland Air 19x
- Jet2.com 8x
- TUI Airways 4x
- United Airlines 61x

### Česko
V Česku tento typ provozovala pouze letecká společnost Travel Service (dnešní Smartwings). Jeden letoun verze -200 byl pronajatý od dnes již zaniklé slovenské letecké společnost Air Slovakia. Měl imatrikulaci OM-ASB.

## Varianty
- Boeing 757-100 je verze pro 150 cestujících určená jako přímá náhrada modelu Boeing 727. Nikdy se nedostal do výroby.
- Boeing 757-200 je konečná verze Boeingu 757. Vyráběla se i ve verzích 757-200F jako nákladní verze a 757-200M jako kombinovaná verze. Letadlo Boeing 757 bylo v nabídce i jako 757-200ER, 757-200PF, 757-200SF.
- Boeing 757-300 je verze určená pro přepravu až 289 cestujících. Tato verze nebyla úspěšná. Vzniklo pouze 55 kusů.

## Specifikace

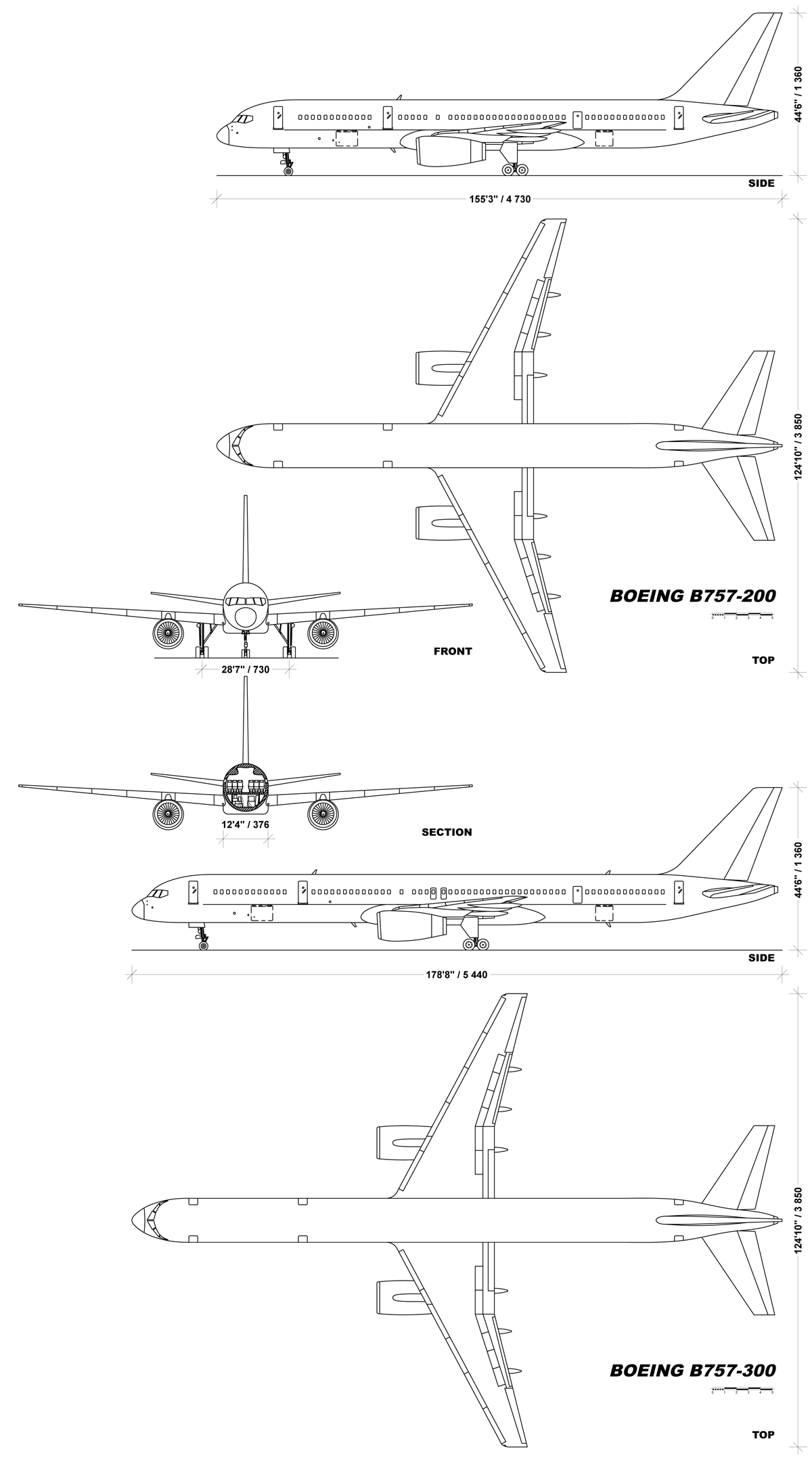
Porovnání různých variant typu 757

| Varianta                                                         | 757-200 | 757-200F | 757-300 |
| ---------------------------------------------------------------- | --- | --- | --- |
| Posádka                                                          | Dva | Dva | Dva |
| 2-třídy                                                          | 200 (12 první + 188 ekonomická) | | 243 (12F+231Y) |
| 1-třída                                                          | 221/228, 239 max | 5 max | 280, 295 max |
| Objem nákladu                                                    | 1 670 ft³ / 43,3 m³ | 6 600 ft³ / 187 m³ | 2 370 ft³ / 61,7 m³ |
| Šířka                                                            | trup 148 in / 3,76 m, kabina 139,3 in / 3,54 m                                                                                           | trup 148 in / 3,76 m, kabina 139,3 in / 3,54 m                                                                                           | trup 148 in / 3,76 m, kabina 139,3 in / 3,54 m                                                                                           |
| Délka                                                            | 155 ft 3 in / 47.3 m | 155 ft 3 in / 47.3 m | 178 ft 7 in / 54.4 m |
| Výška                                                            | 44 ft 6 in / 13.6 m | 44 ft 6 in / 13.6 m | 44 ft 6 in / 13.6 m |
| Křídlo                                                           | rozpětí 124 ft 10 in / 38,0 m, plocha 1 994 square feet (185,25 m2), šípovitost 25°, 7.8 štíhlost                                        | rozpětí 124 ft 10 in / 38,0 m, plocha 1 994 square feet (185,25 m2), šípovitost 25°, 7.8 štíhlost                                        | rozpětí 124 ft 10 in / 38,0 m, plocha 1 994 square feet (185,25 m2), šípovitost 25°, 7.8 štíhlost                                        |
| MTOW                                                             | 255 000 lb / 115 660 kg | 255 000 lb / 115 660 kg | 273 000 lb / 123 830 kg |
| Max. užitečné zatížení                                           | 57 160 lb / 25 920 kg | 84 420 lb / 38 290 kg | 68 140 lb / 30 910 kg |
| Operační hmotnost prázdného letadla                              | 128 840 lb / 58 440 kg | 115 580 lb / 52 430 kg | 141 860 lb / 64 340 kg |
| Kapacita paliva                                                  | 11 489 US gal / 43 490 L | 11 276 US gal / 42 680 L | 11 466 US gal / 43 400 L |
| Rychlost                                                         | Cestovní Mach 0,8 (529 kn; 980 km/h), Max. Mach 0,86 (569 kn; 1 054 km/h)                                                                | Cestovní Mach 0,8 (529 kn; 980 km/h), Max. Mach 0,86 (569 kn; 1 054 km/h)                                                                | Cestovní Mach 0,8 (529 kn; 980 km/h), Max. Mach 0,86 (569 kn; 1 054 km/h)                                                                |
| Dolet                                                            | 3 915 nmi / 7 250 km (200 cestujících)                                                                                                   | 2 935 nmi / 5 435 km (2 210 lb / 32 755 kg nákladu)                                                                                      | 3 400 nmi / 6 295 km{ (243 cestujících)                                                                                                  |
| Vzlet (MTOW, mořská hladina, 86 °F (30 °C), motory RB211-535E4B) | 6 800 ft / 2 070 m | 6 900 ft / 2 103 m | 8 550 ft / 2 605 m |
| Dostup                                                           | 42,000 ft (12,802 m) | 42,000 ft (12,802 m) | 42,000 ft (12,802 m) |
| Motory (×2)                                                      | 40,200–43,500 lbf (0,17882–0,19350 kN) Rolls-Royce RB211-535E4(B) 36,600–42,600 lbf (0,16280–0,18949 kN) Pratt & Whitney PW2000-37/40/43 | 40,200–43,500 lbf (0,17882–0,19350 kN) Rolls-Royce RB211-535E4(B) 36,600–42,600 lbf (0,16280–0,18949 kN) Pratt & Whitney PW2000-37/40/43 | 40,200–43,500 lbf (0,17882–0,19350 kN) Rolls-Royce RB211-535E4(B) 36,600–42,600 lbf (0,16280–0,18949 kN) Pratt & Whitney PW2000-37/40/43 |